# دوروثي راوند
دوروثي راوند (بالإنجليزية: Dorothy Round)‏ مواليد 13 يوليو 1908 في وسترشير، إنجلترا - الوفاة 12 نوفمبر 1982 في إنجلترا، كانت لاعبة كرة مضرب إنجليزية. سبق أن كانت المصنفة الأولى عالمياً. كما أنها إحدى بطلات الجراند سلام.

## بطولات حققتها
- بطولة ويمبلدون

## النهائيات

### الفردي: 4 (الألقاب 3, الوصافة 1)
| النتيجة | السنة | البطولة                       | الأرضية | المنافس         | النتيجة       |
| ------- | ----- | ----------------------------- | ------- | --------------- | ------------- |
| الوصافة | 1933  | ويمبلدون                      | عشبية   | هيلين ويلز      | 4–6, 8–6, 3–6 |
| الفوز   | 1934  | ويمبلدون                      | عشبية   | هيلين جاكوبز    | 6–2, 5–7, 6–3 |
| الفوز   | 1935  | بطولة أستراليا المفتوحة للتنس | عشبية   | نانسي ليل غلوفر | 1–6, 6–1, 6–3 |

## الخط الزمني للفردي
مفتاح
| ف | ن | ن.ن | ر.ن | د# | د.م | ل | أ.أ | ت | غ | ب | ف | ذ | م.خ | ل.ت |

(ف) فاز بالبطولة (ن) وصل النهائي (ن.ن) نصف النهائي (ر.ن) ربع النهائي (د#) الأدوار الأربعة الأولى (د.م) دور المجموعات (ل) شارك في كأس ديفيز (أ.أ) خرج من الأدوار الاولى (ت) خسر التصفيات التأهيلية (غ) غاب عن الحدث أو البطولة (ب) حصل على ميدالية برونزية (ف) حصل على ميدالية فضية (ذ) حصل على ميدالية ذهبية (م.خ) بطولة الماسترز خُفضت إلى مرتبة أقل (ل.ت) البطولة لم تعقد في السنة المعينة.
لتجنب الارتباك وازدواجية الحساب، يتم تحديث هذه المعلومات إما في نهاية البطولة، أو عندما تكون مشاركة اللاعب في البطولة قد انتهت.
| الدورة             | 1928  | 1929  | 1930  | 1931  | 1932  | 1933  | 1934  | 1935  | 1936  | 1937  | 1938  | 1939  | إجمالي ف/م |
| ------------------ | ----- | ----- | ----- | ----- | ----- | ----- | ----- | ----- | ----- | ----- | ----- | ----- | ---------- |
| البطولة الأسترالية | غ     | غ     | غ     | غ     | غ     | غ     | غ     | ف     | غ     | غ     | غ     | غ     | 1 / 1      |
| البطولة الفرنسية   | غ     | غ     | غ     | غ     | غ     | غ     | غ     | غ     | غ     | غ     | غ     | غ     | 0 / 0      |
| بطولة ويمبلدون     | د1    | د2    | د3    | ر.ن   | ر.ن   | ن     | ف     | ر.ن   | ر.ن   | ف     | غ     | د4    | 2 / 11     |
| البطولة الأمريكية  | غ     | غ     | غ     | د3    | غ     | ن.ن   | غ     | غ     | غ     | غ     | غ     | غ     | 0 / 2      |
| م.ف                | 0 / 1 | 0 / 1 | 0 / 1 | 0 / 2 | 0 / 1 | 0 / 2 | 1 / 1 | 1 / 2 | 0 / 1 | 1 / 1 | 0 / 0 | 0 / 1 | 3 / 14     |

- إجمالي ف / م = إجمالي الفوز والمشاركة

## روابط خارجية
- دوروثي راوند على موقع قاعة مشاهير كرة المضرب الدولية (الإنجليزية)
- دوروثي راوند على موقع بطولة ويمبلدون (الإنجليزية)
- دوروثي راوند على موقع خلاصة التنس.كوم (الإنجليزية)